# Fort du fou
Fort du fou est un film franco-italien réalisé par Léo Joannon, sorti en 1963.

## Synopsis
Le film Fort du fou narre, non sans nostalgie pour la période coloniale, l'abandon - durant la guerre d'Indochine - de réfugiés tonkinois catholiques par une armée française impuissante. 
Le film a été tourné en France dans les rizières de Camargue, dans la région de Sylvéréal.

## Fiche technique
- Titre : Fort du fou
- Réalisation : Léo Joannon
- Scénario original : Georges Kessel, adapté et dialogué par Léo Joannon
- Musique : André Hossein
- Décors : Paul-Louis Boutié
- Photographie : Pierre Petit
- Son : Pierre-Henri Goumy
- Montage : Christian Gaudin
- Production : Raymond Borderie, Luciano Cattania, Salvatore Persicratti
- Sociétés de production : Films Borderie - Compagnie industrielle et commerciale cinématographique - Adelphia Compagnia Cinematografica - Fonoroma
- Société de distribution : SN Prodis
- Pays d'origine :  France -  Italie
- Durée : 85 minutes
- Date de sortie : 16 janvier 1963

## Distribution
- Jacques Harden : le capitaine Noyelles
- Alain Saury : le lieutenant Veyrac
- Jean Rochefort : le sergent Hérange
- Stan Dylik : l'adjudant-chef Prétot
- Foun-Sen : Xuan, l'épouse de Prétot
- Mai-Trung : le curé
- Van Quynh : le chef Viet Minh
- Jean-Loup Reynold : le soldat Bernard Jules
- Laurent Dumm : le sergent Durrieu
- Le Ba Dat : le sergent Minh
- Paul Luu Dinh : Lu Banh
- Nguyen Thi Tuyet : Marie Phuong
- Michel Charrel : le soldat Vincent
- Robert Maurice : le soldat Masson
- François Brincourt : le soldat Isnard
- Bernard Hug : le soldat Buffet
- Claude Laugier : le radio
- Phan Thi Hoan : la petite Hoang